# Middlesex (ancienne circonscription fédérale)
Pour les articles homonymes, voir Middlesex.
Middlesex (aussi connue sous le nom de Middlesex—London—Lambton) fut une circonscription électorale fédérale de l'Ontario, représentée de 1968 à 1979.
La circonscription de Middlesex a été créée en 1966 avec des parties de Lambton-Ouest, Lambton—Kent, Middlesex-Ouest et Middlesex-Est. Renommée Middlesex—London—Lambton, elle fut abolie en 1974 et redistribuée parmi Lambton—Middlesex, London-Est et Middlesex-Est.

## Géographie
En 1974, la circonscription de Middlesex—London—Lambton comprenait:
- Une partie de la cité de London
- Une partie du comté de Middlesex
  - Les cantons d'Adélaïde, Caradoc, Delaware, Ekfrid, Lobo, Metcalfe, Mosa, West Nissouri et West Williams
  - Les cantons de Westminster et de North Dorchester, excepté le village de Belmont
  - Le canton d'East Williams, excepté le village d'Ailsa Craig
  - Une partie du canton de London
- Une partie du comté de Lambton
  - La ville de Forest
  - Les cantons de Bosanquet et Warwick.

## Députés
1. 1968-1972 — Jim Lind, PLC
2. 1972-1974 — Bill Frank, PC
3. 1974-1979 — Larry Condon, PLC

- PC = Parti progressiste-conservateur
- PLC = Parti libéral du Canada